# Шан-кобинская культура
Шан-кобинская культура — археологическая культура позднего палеолита. Была распространена в Горном Крыму.

## Описание
Основные стоянки: Шан-Коба (слои 6, 5), Фатьма-Коба (слои 5, 6), грот Скалистый (слои 4, 3, 2, 1), грот Буран-Кая, Замиль-Коба I, Сюрень II (верхний слой), Алимовский Навес (слои 2, 3, 4). Датируется временем от 12 тыс. до 8,5 тыс. лет назад.

Грот и одноимённый памятник археологии Шан-Коба

Происхождение не установлено. Для кремнёвого инвентаря характерна достаточно развитая пластинчатая техника раскалывания одно- и двоплощадных нуклеусов. Работа: геометрические микролиты (преимущественно сегменты и, в меньшем количестве, трапеции и треугольники), концевые скребки, боковые, угловые и срединные резцы на пластинках. Носители культуры занимались преимущественно охотой на лесных и частично степных животных.
Горнокрымская мезолитическая культура была выделена советским украинским археологом профессором Д. Я. Телегиным в 1982 году. Он описал следующие её этапы: ранний — шан-кобинский (10300-7500 годы до н. э) и поздний — мурзак-кобинский (7500-6000 годы до н. э). Соответственно это шан-кобинская и мурзак-кобинская культуры по М. В. Воеводскому.